# Har Karkom
Har Karkom (hebreiska: הר כרכם) är ett berg i Israel.   Det ligger i distriktet Södra distriktet, i den södra delen av landet. Toppen på Har Karkom är 835 meter över havet, eller 179 meter över den omgivande terrängen. Bredden vid basen är 7,8 km.
Terrängen runt Har Karkom är kuperad norrut, men söderut är den platt. Runt Har Karkom är det ganska glesbefolkat, med 42 invånare per kvadratkilometer. Det finns inga samhällen i närheten. Trakten runt Har Karkom är ofruktbar med lite eller ingen växtlighet.